# Rave On
| Оценки критиков | Оценки критиков |
| Источник        | Оценка          |
| --------------- | --------------- |
| AllMusic        | Без оценки      |

«Rave On» — песня Бадди Холли и группы The Crickets. Вышла на отдельном сингле в 1958 году (на лейбле Coral Records).
Песня достигла 37-го места в США (в Billboard Hot 100) и 5-го места в Великобритании (в UK Singles Chart).
Авторы — Сонни Уэст, Билл Тилман и Норман Петти. Петти хотел дать её записать другому исполнителю, но Бадди Холли уговорил дать записать её ему. По данным сайта Songfacts, запись была сделана в январе 1958 года в студии Нормана Петти в Нью-Мексико — там же, где Балли Холли записал большинство своих хитов (по другим данным, в Нью-Йорке).
В 2004 году журнал Rolling Stone поместил песню «Rave On» в исполнении Buddy Holly and the Crickets на 154-е место своего списка «500 величайших песен всех времён». В списке 2011 года песня находится на 155-м месте.
Кроме того, в 2014 году британский музыкальный журнал New Musical Express поместил песню «Rave On!» в исполнении Бадди Холли на 332-е место своего списка «500 величайших песен всех времён».